# إدوارد تورنر جيفري
إدوارد تورنر جيفري (بالإنجليزية: Edward Turner Jeffery) هو مدير أمريكي، ولد في 6 أبريل 1843، وتوفي في 1927.